# Edward Hugh Sothern
Edward Hugh Sothern (6 de diciembre de 1859 – 28 de octubre de 1933) fue un actor estadounidense, especializado en la interpretación de primeros papeles románticos y gallardos, particularmente personajes de obras de William Shakespeare.

## Biografía
Nacido en Nueva Orleans, Luisiana, era hijo del actor inglés Edward Askew Sothern y de su esposa, Frances Emily "Fannie" Stewart. Sothern estudió en Inglaterra, en la St Marylebone Grammar School. Sus hermanos también fueron actores: Lytton Edward Sothern (1851–1887), George Evelyn Augustus T. Sothern (1864–1920, que usó el nombre artístico de Sam Sothern), y Eva Mary Sothern.

### Carrera inicial
El padre de Sothern le estimuló a dedicarse a otras actividades que no fueran la interpretación, pero a Sothern le llegó pronto la vocación. Su primera actuación profesional tuvo lugar en 1879 en Brother Sam, un show escrito por John Oxenford en 1862 para su padre, que encarnaba al personaje principal. Tras actuar en Boston y viajar por los Estados Unidos, viajó a Inglaterra, debutando en Londres en 1881 con dos papeles, el de Mr. Sharpe en False Colours y el de Marshley Bittern en Out of the Hunt. Al año siguiente fue Arthur Spoonbill en Fourteen Days, haciendo posteriormente una gira por el Reino Unido con la compañía de Charles Wyndham.
En 1883 volvió a Estados Unidos e hizo giras, primero con John Edward McCullough y después con Helen Barry. De vuelta a Nueva York, en 1884 encarnó a Eliphaz Tresham en The Fatal Letter, a Melchizidec Flighty en Whose Are They?, obra escrita por él mismo, actuando también en Nita's First. Al año siguiente fue Alfred Vane en Favette, Knolly en Mona, John en In Chancery y Jules en A Moral Climate.  Fue contratado por Charles y Daniel Frohman para trabajar en la compañía de repertorio del Teatro Lyceum de Nueva York, donde brilló como primer actor en los siguientes doce años. Uno de sus éxitos fue la comedia romántica The Highest Bidder (1887), y consiguió el estrellato con su retrato de Rudolph Rassendyl en la primera adaptación para el teatro de El prisionero de Zenda, de Anthony Hope, estrenada en 1895.
En 1896 Sothern se casó con la actriz Virginia Harned. Tras dejar el Lyceum, siguió interpretando papeles románticos en Nueva York. En 1899 fue D'Artagnan en The King's Musketeers, y en 1900 encarnó a Heinrich en The Sunken Bell y a Sir Geoffrey Bloomfield en Drifting Apart.  
Durante varios años Sothern anhelaba hacer una precisa producción de Hamlet, la cual finalmente estrenó en Nueva York en 1900, pero durante la primera semana de funciones se lesionó el pie con la espada de Laertes, contrayendo una sepsis, motivo por el cual hubo de finalizar la producción. Tras recuperarse, se exhibió la obra en una gira, pero los decorados y el vestuario quedaron destruidos por un incendio ocurrido en Cincinnati, Ohio. En 1901 interpretó el papel del título en Richard Lovelace, y después a Francois Villon en If I Were King. En 1903 hizo lo propio con el papel principal de Markheim y fue Roberto, el Rey de Sicilia, en The Proud Prince, tras lo cual volvió de nuevo a estar de gira.

### Marlowe y sus últimos años

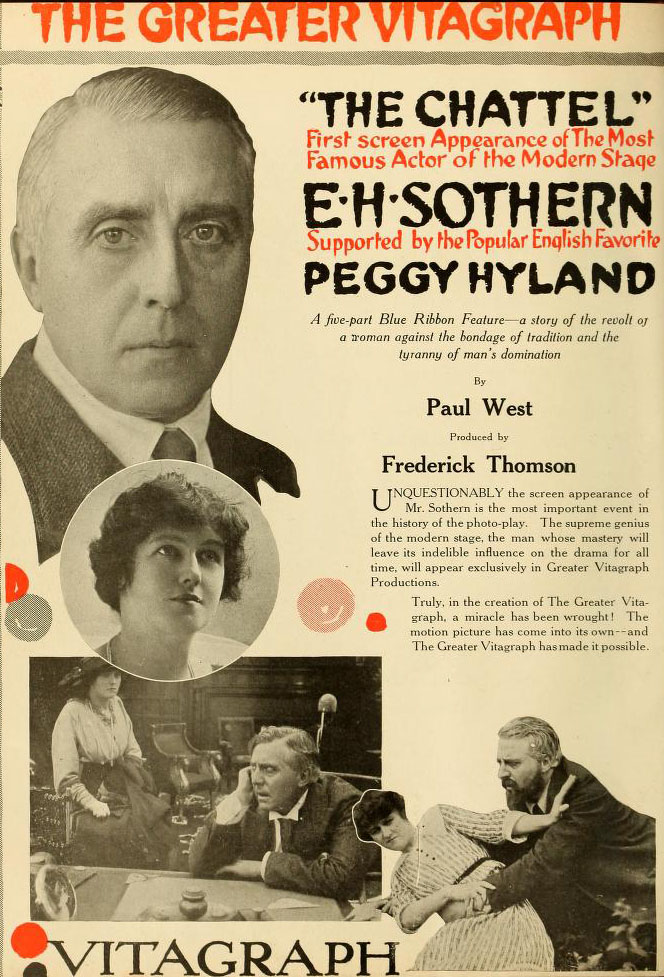
The Chattel (1916)

En 1904 Sothern inició una asociación extremadamente fructífera con la actriz Julia Marlowe, comenzada con sus actuaciones en los primeros papeles de Romeo y Julieta, los de Beatrice y Benedick en Mucho ruido y pocas nueces, y los personajes principales de Hamlet. Con dichas obras estuvieron de gira por Estados Unidos, añadiendo además a su repertorio en 1905 La fierecilla domada, El mercader de Venecia y Noche de reyes. Descontentos con su mánager, Charles Frohman, trabajaron bajo la dirección de los Hermanos Shubert, y recibiendo a partir de entonces un porcentaje de los beneficios. En 1906, actuando junto a Marlowe, fue el Duque d'Alençon en la pieza de Percy MacKaye Jeanne d'Arc, hizo el principal papel en la obra de Hermann Sudermann Juan el Bautista, y fue Heinrich en The Sunken Bell, recibiendo críticas favorables. En esa época, Marlowe y Sothern eran conocidos por ser los principales intérpretes de Shakespeare, destacando principalmente los personajes de Benedick y Malvolio encarnados por Sothern.
Tras otra temporada actuando en Nueva York y en giras, Sothern, Marlowe y su compañía cruzaron el Atlántico para trabajar en Londres. Sin embargo, no fueron capaces de atraer al público inglés, por lo que volvieron a América tras una temporada. Allí presentaron producciones de Shakespeare con precios económicos en la Academia de Música de Nueva York, permitiendo el acceso a sus obras a un público que previamente no podía acceder a ellas por causa del precio de las entradas. 
Marlowe y Sothern disolvieron su compañía y, durante un tiempo, constituyeron compañías independientes. Sothern fue Raskolnikov en la adaptación llevada a cabo por Laurence Sydney Brodribb Irving de Crimen y castigo, y que se tituló The Fool Hath Said in His Heart. También protagonizó Hamlet y If I were King, e interpretó a Lord Dundreary, el famoso personaje encarnado por su padre en Our American Cousin. También en 1908, hizo el papel del título en la adaptación de Paul Kester de Don Quixote, escrita especialmente para él, y en 1909 interpretó Richelieu.
A finales de 1909 Sothern y Marlowe se reunieron en Antonio y Cleopatra, obra representada en el Teatro Century de Nueva York bajo la dirección de Louis Calvert. En 1910 hicieron una gira con Macbeth, recibiendo entusiastas críticas y llevando la función a Nueva York, donde tuvo un gran éxito. Después siguieron con sus giras shakespearianas, haciendo también funciones especialmente pensadas para el público infantil y representadas en las escuelas. 
Sothern se divorció de Harned y se casó con Marlowe en 1911. En 1914 Sothern hizo el papel del título en Charlemagne, y al año siguiente encarnó a Jeffery Panton en The Two Virtues y a Dundreary en Lord Dundreary, y en 1916 interpretó al personaje del título en David Garrick.  
Sothern actuó en varios filmes, entre ellos The Chattel (1916) y The Man of Mystery (1917). Además escribió una docena de obras en las cuales actuó, aunque la mayor parte de las mismas se dan por perdidas.
Tras hacer más giras con Marlowe representando a Shakespeare, la pareja llevó El mercader de Venecia a Nueva York en 1921. Poco después la salud de Marlowe empezó a fallar, y ella hubo de retirarse en 1924, aunque no falleció hasta 1950. En 1925 Sothern fue Edmund de Verron en Accused, y en 1926 interpretó a Tiburtius en What Never Dies. Como complemento a su faceta interpretativa, en 1928 empezó a dar conferencias sobre Shakespeare en unas exitosas giras, continuando con dicha actividad hasta su muerte en 1933.
E.H. Sothern falleció en Nueva York en 1933 a causa de una neumonía. Tenía 73 años de edad. Sus restos fueron incinerados.